# 張付
張付（1980年8月14日—），吉林長春人，中國男子射擊運動員。

## 生涯
張付是男子臥射和氣步槍運動員，他在1996年至1998年期間在長春軍事體育運動學校接受韓淑秋教練的射擊訓練。隨後的3年，他晉身至吉林隊，當時他的教練為劉志忠。2001年，他成為了國家隊成員，教練是馬軍。
入選國家隊當年的11月14日，他於九運會中的男子個人氣步槍小項決賽中以0.6環的優勢為吉林奪得一面金牌。次年，他在上海舉行的世界杯中以599環的成績取得男子個人10米氣步槍小項的冠軍，是全國最佳紀錄。同年的10月，他與李杰和蔡亞林在釜山亞運以1788環的成績奪得男子團體10米氣步槍小項的金牌以外，更打破了世界紀錄。
2005年，張付於南韓的世界杯中的男子個人三姿射擊小項以總成績1264.8環贏得金牌。12月的多哈亚运会上，张付以1268环的总成绩取得金牌，此外还获得男子團體50米步槍米項銅牌，他还与劉天佑、张磊一同获得男子團體50米三姿步槍小項金牌。

## 資料來源
1. ↑  男子10米氣步槍蔡亞林失手 吉林張付奪冠 的存檔，存档日期2007-02-19.
2. ↑  .   [2007-04-10]. （原始内容存档于2016-03-04）.
3. ↑  . 央视网. 央视网.   [2021-08-01]. （原始内容存档于2021-08-01）.
4. ↑  . 央视网. 央视网.   [2021-08-01]. （原始内容存档于2021-08-01）.
5. ↑  . 大众网. 大众网.   [2021-08-01]. （原始内容存档于2021-08-01）.